# Holothele incei
Holothele incei là một loài nhện trong họ Theraphosidae.
Loài này thuộc chi Holothele. Holothele incei được Frederick Octavius Pickard-Cambridge miêu tả năm 1898.